# Jerry Orbach
Jerome Bernard "Jerry" Orbach (Nova Iorque, 20 de outubro de 1935 – Nova Iorque, 28 de dezembro de 2004) foi um premiado ator, cantor e dublador norte-americano. Considerado um dos últimos atores genuínos da Broadway, Jerry também ganhou notoriedade com ator de televisão, considerado versátil tanto nos palcos quanto diante das câmeras.
Jerry começou a carreira profissional nos palcos de Nova Iorque, tanto na Broadway quanto em outros teatros. Tornou-se o primeiro cantor a interpretar a canção "Try to Remember", como o personagem El Gallo do espetáculo The Fantasticks (1960). Interpretou Billy Flynn na produção original de Chicago (1975–1977) e Julian Marsh em 42nd Street. Ganhou destaque por seu papel de destaque como a voz de Boris no série de televisão Caillou. Também se destacou como a voz de Lumière no desenho animado Beauty and the Beast (br: A Bela e a Fera / pt: A Bela e o Monstro), da Disney.
Foi indicado para vários Tony Award, onde ganhou por sua performance de Chuck Baxter em Promises, Promises (1968–1972). No cinema teve vários papéis coadjuvantes como em O Príncipe da Cidade (1991), Dirty Dancing (1987), Crimes and Misdemeanors (1989), Beauty and the Beast (1991) e Universal Soldier (1992). Na televisão, fez personagens recorrentes em séries como Murder, She Wrote (1985–1991), como o detetive Harry McGraw. Seu papel de maior destaque foi como o detetive Lennie Briscoe na longeva série Law & Order.

## Biografia
Jerry nasceu em 1935, no bairro do Bronx, em Nova Iorque. Era filho único de Emily Olexy, que trabalhava como fabricante de cartões e cantora de rádio e Leon Orbach, gerente de restaurante e artista Vaudeville. Seu pai era judeu, tendo migrado de Hamburgo, na Alemanha, mas Jerry chegou a dizer que seu pai emigrou da Espanha, onde vivia entre os judeus sefarditas. Sua mãe era do condado de Luzerne, de uma família católica de origem lituano-polonesa e, mesmo com o pai judeu, Jerry foi criado no catolicismo, tal como seu personagem Lenny Driscoe.
Na infância, Jerry e a família se mudaram com frequência, onde ele morou em Mount Vernon; Wilkes-Barre, Nanticoke; Scranton; Springfield e Waukegan. No ensino médio, formou-se dois anos antes, em 1952. Jogou futebol americano no colégio e começou a atuar em aulas soletração e discurso. No verão em que se formou no ensino médio, Jerry trabalhou no teatro no Chevy Chase Country Club, em Wheeling e no outono se matriculou na Universidade do Illinois. Em 1953, Jerry se transferiu para a Universidade do Noroeste, deixando o curso antes de concluir e se mudando para Nova Iorque, em 1955 na esperança de seguir carreira como ator no Actors Studio, onde um de seus professores era Lee Strasberg.

### Carreira

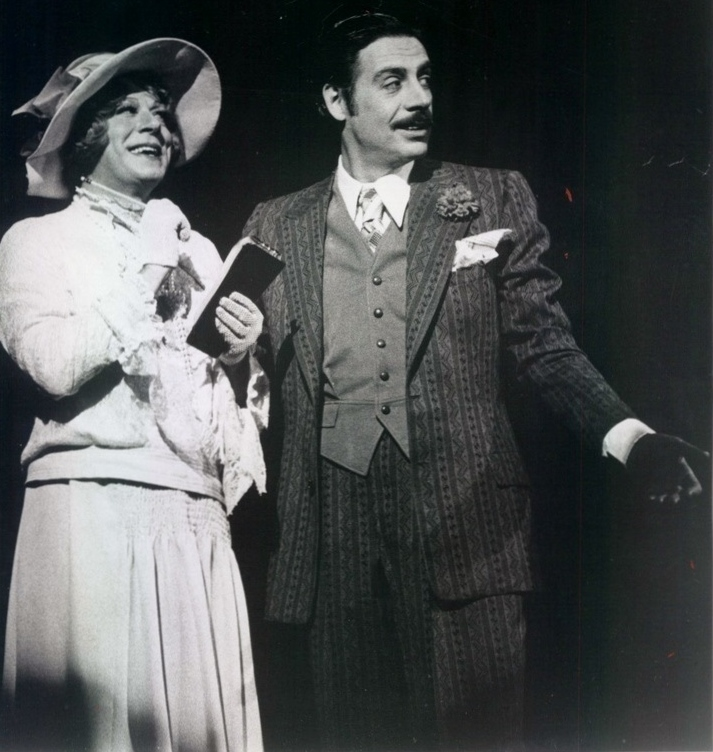
Jerry, à direita, como Billy Flynn na montagem original de 1975 na Broadway de Chicago

Jerry foi um talentoso ator de teatro musical, tanto na Broadway como off-Broadway. Seu primeiro papel de destaque foi o de El Gallo, no elenco original do sucesso The Fantasticks, que ficou décadas em cartaz. Também estrelou A Ópera dos Três Vinténs, Carnival!, a versão musical do filme Lili (sua estreia na Broadway), uma reencenação de Guys and Dolls (como Sky Masterson, papel que lhe rendeu uma indicação ao Tony), Promises, Promises (como Chuck, que lhe rendeu um Tony de melhor ator num musical), as produções originais de Chicago (como Billy Flynn, pelo qual também recebeu uma indicação ao Tony), 42nd Street, e uma reencenação de The Cradle Will Rock. Em 1955 interpretou um papel não-creditado na versão para o cinema de Guys and Dolls, na qual interpretava um cliente da barbearia durante o número musical "The Oldest Established," tendo até mesmo um solo durante um dos refrões da canção "Nathan, Nathan Detroit!!". Orbach também fez diversas aparições em filmes e programas de televisão durante a década de 1970.
Na década de 1980 passou a trabalhar no cinema e na TV com maior intensidade. Entre os papéis de destaque que interpretou estão o detetive policial corrupto de Prince of the City, de Sidney Lumet, o pai de Jennifer Grey em Dirty Dancing, e um gangster que contrata um assassino de aluguel no drama Crimes and Misdemeanors (br: Crimes e Pecados), de Woody Allen. Teve o papel principal no drmama policial de 1987 The Law and Harry McGraw, interpretando um personagem que voltou a encarnar em Murder, She Wrote. Fez participações em programas como What's My Line? e Super Password, e também teve um papel de algum destaque na sitcom The Golden Girls (br: Supergatas). Orbach também fez a voz do personagem Zachery Foxx, do desenho animado Galaxy Rangers, produzido entre 1986 e 1989.
Em 1991, Orbach participou do desenho animado musical Beauty and the Beast (br: A Bela e a Fera / pt: A Bela e o Monstro), vencedora do Óscar, onde dublou a voz do candelabro Lumière, papel que voltaria a interpretar nas sequências do filme feitas diretamente para VHS. No mesmo ano interpretou um capitão de polícia no filme Out for Justice, de Steven Seagal, e apareceu como um advogado de defesa no episódio "The Wages of Love", the Law & Order.
No ano seguinte, Orbach receberia o convite para se juntar ao elenco principal da série como o detetive policial experiente e sarcástico Lennie Briscoe, um ex-alcoólatra. Permaneceu no programa até 2004, e tornou-se um de seus personagens mais populares. O TV Guide classificou Briscoe como um dos seus 50 principais detetives de todos os tempos. Também dublou o personagem para os videogames baseados na série. Após sair de Law & Order Orbach assinou um contrato para continuar com o papel no spin-off da série, Law & Order: Trial by Jury, porém apareceu apenas nos dois primeiros episódios da série, que foram ao ar em março de 2005, já depois de sua morte. O quinto episódio, "Baby Boom", foi dedicado à sua memória.

### Vida pessoal
Jerry casou-se em 1958 com Marta Curro, com quem teve dois filhos, Anthony Nicholas e Christopher Benjamin; divorciaram-se em 1975, e quatro anos mais tarde Orbach se casou com Elaine Cancilla, uma bailarina da Broadway que conhecera ao trabalhar em Chicago.
Orbach morava em um arranha-céu na Rua 53, próximo à Oitava Avenida, em Hell's Kitchen e era uma presença constante nos restaurantes e lojas daquela vizinhança de Manhattan. The New York Times, 30 de dezembro de 2004 (visitado em 11-8-2009).</ref> Uma grande foto publicitária sua está pendurada na lavanderia Ms. Buffy's French Cleaners, e era freguês assíduo dos restaurantes italianos locais. Em 2007 a esquina da 8ª Avenida e da Rua 53 recebeu o nome de Jerry Orbach, em sua homenagem; a ideia, que havia enfrentado alguma resistência dos comitês de construção locais, acabou sendo posta em prática devido à sua popularidade e "seu amor pela Grande Maçã".

## Morte
Em janeiro de 1994, menos de dois anos depois de sua estreia em Law & Order, Jerry foi diagnosticado com câncer de próstata. Fez radioterapia, mas em dezembro de 1994 o câncer voltou em metástase. Começou terapia hormonal, na qual permaneceu pelos próximos dez anos, enquanto ainda era um atores principais da série. Com a sua saída da série na temporada de 2003 e 2004, Jerry começou sessões de quimioterapia, mas acabou sendo vencido pelo câncer e morreu em 28 de dezembro de 2004, no Memorial Sloan Kettering Cancer Center, aos 69 anos.
Mesmo tendo lutado contra o câncer por mais de dez anos, a doença foi revelada ao público algumas semanas antes de sua morte. Antes de sua morte, Jerry tinha contrato assinado para continuar seu papel de Lenny Briscoe em dois episódio de Law & Order: Trial by Jury, que teve suas datas de gravação e lançamento ajustadas para dar ao ator tempo de se tratar. Eles foram ao ar depois de sua morte.
Um dia depois de sua morte, a fachada da Broadway teve suas luzes diminuídas em sinal de luto, uma das maiores honras do teatro norte-americano. O episódio de Criminal Intent, "View from Up Here", e de Trial by Jury, "Baby Boom", foram em sua homenagem. Jerry deixou a ex-esposa, a esposa, os filhos, além da mãe e seus netos. Sua mãe faleceu em 28 de julho de 2012, aos 101 anos. Sua segunda esposa, Elaine, morreu em 2009, aos 69 anos, e sua primeira esposa, Marta, morreu em 2012, aos 79. Jerry foi sepultado no Cemitério da Igreja da Trindade, em Manhattan.

## Filmografia

### Teatro
| Ano       | Título               | Papel                          | Notas                                                                                                 |
| --------- | -------------------- | ------------------------------ | --- |
| 1955–1961 | The Threepenny Opera | Streetsinger, Smith e Macheath | |
| 1960      | The Fantasticks      | El Gallo                       | |
| 1961–1963 | Carnival!            | Paul                           | |
| 1964      | The Cradle Will Rock | Larry Foreman                  | |
| 1965      | Guys and Dolls       | Sky Masterson                  | Indicado ao Tony Award                                                                                |
| 1965      | Carousel             | Jigger Craigin                 | |
| 1966      | Annie Get Your Gun   | Charlie Davenport              | |
| 1967      | The Natural Look     | Malcolm                        | |
| 1967      | Scuba Duba           | Harold Wonder                  | |
| 1968–1972 | Promises, Promises   | Chuck Baxter                   | Drama Desk Award de Melhor Ator em Musical Tony Award de Melhor Ator em Musical                       |
| 1972–1973 | 6 Rms Riv Vu         | Paul Friedman                  | |
| 1975–1977 | Chicago              | Billy Flynn                    | Indicado — Drama Desk Award de melhor ator em musical Indicado — Tony Award de Melhor Ator em Musical |
| 1980–1985 | 42nd Street          | Julian Marsh                   | |

### Filmes
| Ano  | Título                                                  | Papel                   | Notas |
| ---- | ------------------------------------------------------- | ----------------------- | --- |
| 1955 | Guys and Dolls                                          | figurante               | sem créditos |
| 1955 | Marty                                                   | Ballroom extra          | sem créditos |
| 1958 | Cop Hater                                               | "Mumzer"                | |
| 1961 | Mad Dog Coll                                            | Joe Clegg               | |
| 1963 | Bye Bye Birdie                                          | Bob - Ed Sullivan       | sem créditos |
| 1964 | Ensign Pulver                                           | Unknown                 | |
| 1965 | John Goldfarb, Please Come Home                         | Pinkerton               | |
| 1971 | The Gang That Couldn't Shoot Straight                   | Kid Sally               | |
| 1972 | A Fan's Notes                                           | Frederick Earl Exley    | |
| 1975 | Fore Play                                               | Jerry Lorsey            | |
| 1977 | The Sentinel                                            | Michael Dayton          | |
| 1981 | Underground Aces                                        | Herbert Penlittle       | |
| 1981 | O Príncipe da Cidade                                    | Det. Gus Levy           | Indicado — Prêmio da Sociedade Nacional de Críticos de Cinema (2nd place) Indicado — Prêmio da Associação de Críticos de Nova Iorque |
| 1985 | Brewster's Millions                                     | Charlie Pegler          | |
| 1986 | The Imagemaker                                          | Byron Caine             | |
| 1986 | F/X                                                     | Nicolas DeFranco        | |
| 1987 | I Love N.Y.                                             | Leo                     | |
| 1987 | Dirty Dancing                                           | Dr. Jake Houseman       | |
| 1987 | Someone to Watch Over Me                                | Lt. Garber              | |
| 1989 | Last Exit to Brooklyn                                   | Boyce                   | |
| 1989 | Crimes and Misdemeanors                                 | Jack Rosenthal          | |
| 1991 | A Gnome Named Gnorm                                     | Stan Walton             | |
| 1991 | Out for Justice                                         | Capt. Ronnie Dozinger   | |
| 1991 | Toy Soldiers                                            | Albert Trotta           | sem créditos |
| 1991 | Delusion                                                | Larry                   | |
| 1991 | Delirious                                               | Lou Sherwood            | |
| 1991 | California Casanova                                     | Constantin Rominoffski  | |
| 1991 | Beauty and the Beast                                    | Lumière                 | Voz |
| 1991 | Dead Women in Lingerie                                  | Bartoli                 | |
| 1992 | Straight Talk                                           | Milo Jacoby             | |
| 1992 | Universal Soldier                                       | Dr. Christopher Gregor  | |
| 1992 | Mr. Saturday Night                                      | Phil Gussman            | |
| 1993 | The Cemetery Club                                       | Unknown                 | sem créditos |
| 1996 | Aladdin and the King of Thieves                         | Sa'luk                  | Voz |
| 1997 | Beauty and the Beast: The Enchanted Christmas           | Lumière                 | Voz |
| 1998 | Beauty and the Beast: Belle's Magical World             | Lumière                 | Voz |
| 1999 | Temps                                                   | Announcer               | |
| 2000 | The Acting Class                                        | desconhecido            | |
| 2000 | Chinese Coffee                                          | Jake Manheim            | |
| 2000 | Prince of Central Park                                  | Businessmes             | |
| 2002 | Manna from Heaven                                       | Waltz Contest Announcer | |
| 2003 | Broadway: The Golden Age, by the Legends Who Were There | ele mesmo               | |
| 2003 | Try to Remember: The Fantasticks                        | ele mesmo               | |
| 2004 | Protesters                                              | investigador de polícia | último papel |

### Televisão
| Ano       | Título                                         | Papel                          | Notas |
| --------- | ---------------------------------------------- | ------------------------------ | --- |
| 1961      | Twenty-Four Hours in a Woman's Life            | Cristoff                       | filme para TV |
| 1967      | Annie Get Your Gun                             | Charles Davenport              | filme para TV |
| 1973      | Love, American Style                           | Homer                          | episódio: "Love and the Hoodwinked Honey" |
| 1975      | Medical Center                                 | Josh                           | episódio: "The Captives" |
| 1975      | Kojak                                          | Brubaker                       | episódio: "A Question of Answers" |
| 1980      | Buck Rogers in the 25th Century                | Lars Mangros                   | episódio: "Space Rockers" |
| 1983      | The Magic of Herself the Elf                   | Rei Thorn                      | Voz, filme para TV |
| 1983      | An Invasion of Privacy                         | Sam Bianchi                    | filme para TV |
| 1985      | Our Family Honor                               | Brian Merrick                  | 2 episódios |
| 1985–1991 | Murder, She Wrote                              | Harry McGraw                   | 6 episódios |
| 1986      | Dream West                                     | Capt. John Stutter             | minissérie para televisão |
| 1986      | The Adventures of the Galaxy Rangers           | Zachary Foxx                   | Voice, 7 episódios |
| 1987      | Tales from the Darkside                        | Robert                         | Episode: "Everybody Needs a Little Love" |
| 1987      | Out on a Limb                                  | Mort Viner                     | filme para TV |
| 1987      | Love Among Thieves                             | Spicer                         | filme para TV |
| 1987–1988 | The Law & Harry McGraw                         | Harry McGraw                   | 16 episódios |
| 1988      | Simon & Simon                                  | Harrison / Malcolm Stanley III | episódio: "Ain't Gonna Get It From Me, Jack" |
| 1989      | Perry Mason: The Case of the Musical Murder    | Blaine Counter                 | filme para TV |
| 1989      | The Flamingo Kid                               | Phil Brody                     | |
| 1990      | Hunter                                         | Sal Scarlatti                  | episódio: "Son and Heir" |
| 1990      | The Golden Girls                               | Glen O'Brien                   | episódio: "Cheaters" Indicado — Emmy do Primetime de melhor ator numa série de comédia |
| 1990      | Who's the Boss?                                | Nick                           | episódio: "Starlight Memories" |
| 1990      | Kojak: None So Blind                           | Tony Salducci                  | filme para TV |
| 1990      | In Defense of a Married Man                    | Alan Michaelson                | filme para TV |
| 1991      | Perry Mason: The Case of the Ruthless Reporter | Vic St. John                   | filme para TV |
| 1991      | Law & Order                                    | Frank Lehrmann                 | episódio: "The Wages of Love" |
| 1992      | Empty Nest                                     | Arthur                         | 2 episódios |
| 1992      | Neil Simon's Broadway Bound                    | Jack Jerome                    | filme para TV Indicado — Emmy do Primetime de melhor atriz coadjuvante em minissérie ou telefilme |
| 1992      | Mastergate                                     | Clifton Byers                  | filme para TV |
| 1992–2004 | Law & Order                                    | Detetive Lennie Briscoe        | 273 episódios Prémio Screen Actors Guild de melhor ator em série dramática (póstumo) Indicado — Emmy do Primetime de melhor ator em série dramática Indicado — Screen Actors Guild Award for Outstanding Performance by an Ensemble in a Drama Series (1995–2004) Indicado — Viewers for Quality Television (1998–2000) |
| 1996      | Frasier                                        | Mitch                          | episódio: "High Crane Drifter" |
| 1996–1999 | Homicide: Life on the Street                   | Det. Lennie Briscoe            | 3 episódios |
| 1998      | Exiled: A Law & Order Movie                    | Det. Lennie Briscoe            | filme para TV |
| 1999–2000 | Law & Order: Special Victims Unit              | Det. Lennie Briscoe            | 3 episódios |
| 2000-2002 | Encounters with the Unexplained                | ele mesmo                      | documentário |
| 2001      | Law & Order: Criminal Intent                   | Detetive Lennie Briscoe        | episódio: "Poison" |
| 2001–2002 | Disney's House of Mouse                        | Lumière                        | Voz |
| 2005      | Law & Order: Trial by Jury                     | Detetive Lennie Briscoe        | 2 episódios |

### Videogames
| Ano  | Título                                         | Papel                   | Notas |
| ---- | ---------------------------------------------- | ----------------------- | ----- |
| 2000 | Disney's Beauty and the Beast Magical Ballroom | Lumière                 | Voz   |
| 2002 | Law & Order: Dead on the Money                 | Detetive Lennie Briscoe | Voz   |
| 2003 | Law & Order: Double or Nothing                 | Voz                     |       |
| 2004 | Law & Order: Justice Is Served                 | Detetive Lennie Briscoe | Voz   |